# Tsuwano
Tsuwano (jap. 津和野町 Tsuwano-chō) – miasto w Japonii, na wyspie Honsiu (Honshū), w prefekturze Shimane.

## Położenie
Miejscowość leży w południowej części prefektury Shimane, w dolinie górskiej. Graniczy z miastami:
- Masuda
- Hagi

## Atrakcje
Tsuwano jest popularnym ośrodkiem turystycznym. Jest końcowym przystankiem na trasie Shin-Yamaguchi – Tsuwano dla pociągu Yamaguchi-gō, prowadzonego przez zabytkową lokomotywę parową. 
Są tu dwa kościoły katolickie: parafialny pw. św. Franciszka Ksawerego z 1931 i Kaplica Maryi na przełęczy Otome z 1951, sanktuarium maryjne. 
Znajduje się tu także jeden z najważniejszych chramów poświęconych Inari – Taikodani Inari-jinja z 1773 oraz świątynia buddyjska Kakuōzan Yōmei-ji z 1420.
W mieście znajduje się dom rodzinny Ōgai Moriego (1862–1922), japońskiego lekarza, pisarza, poety i tłumacza. Są tu także zachowane liczne zabytkowe domy z czasów feudalnych. Muzeum wybitnego malarza i twórcy barwnych drzeworytów, Hokusaia Katsushiki (1760–1849), zawierające kolekcję pamiątek po nim, zostało zamknięte w 2015 roku.

## Galeria

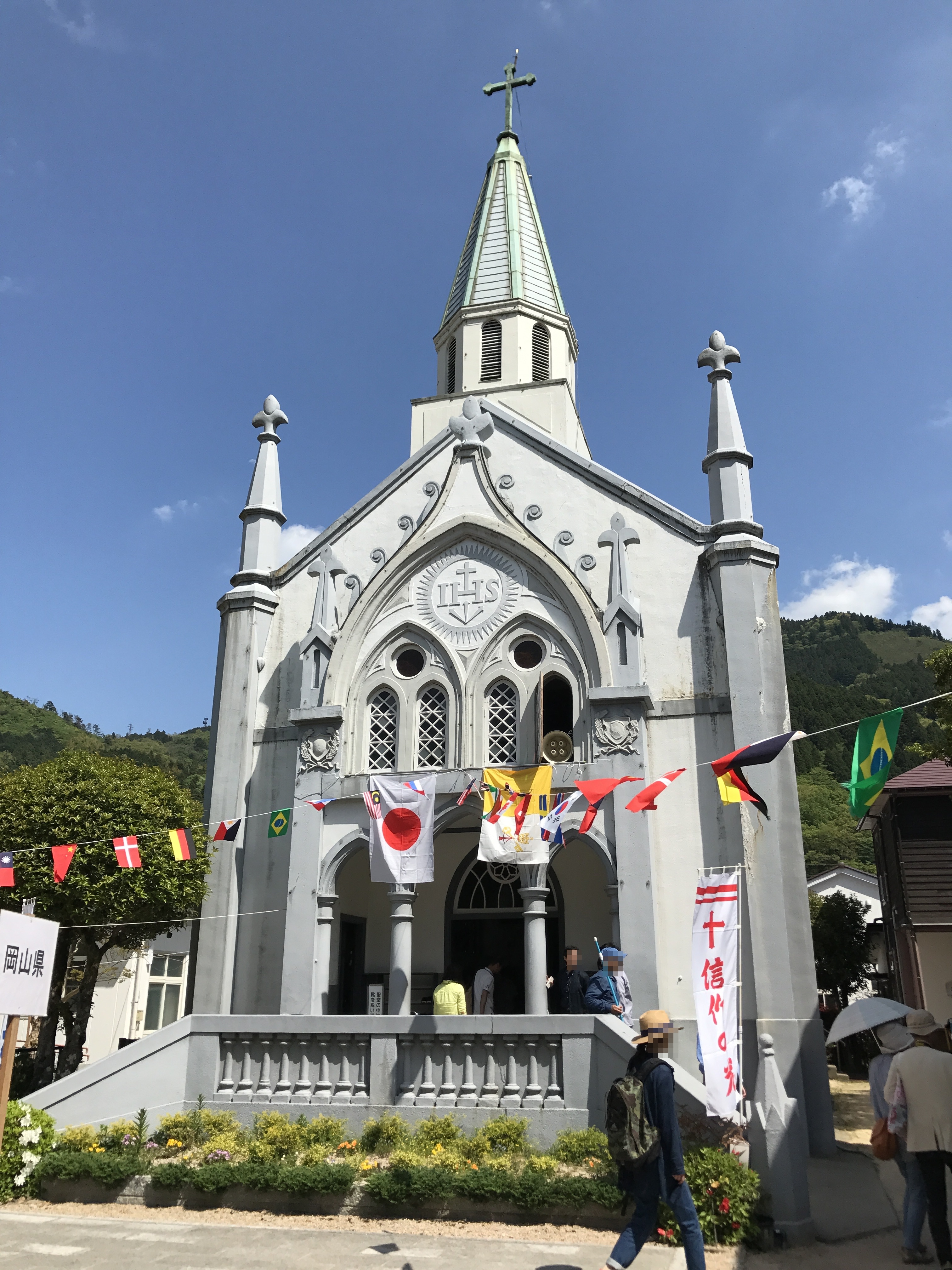
Kościół katolicki
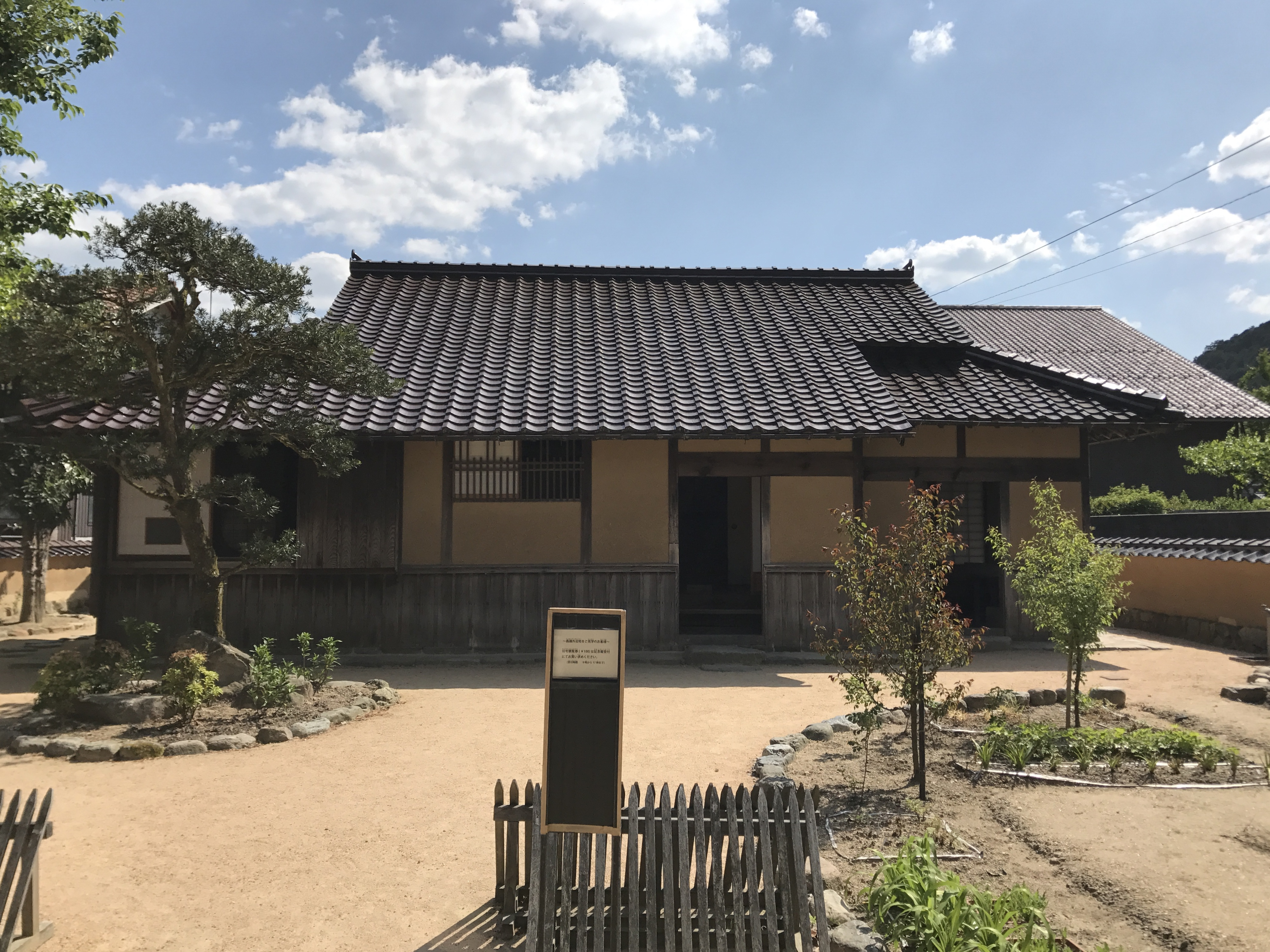
Dom, w którym urodził się Ōgai Mori
Panorama Tsuwano
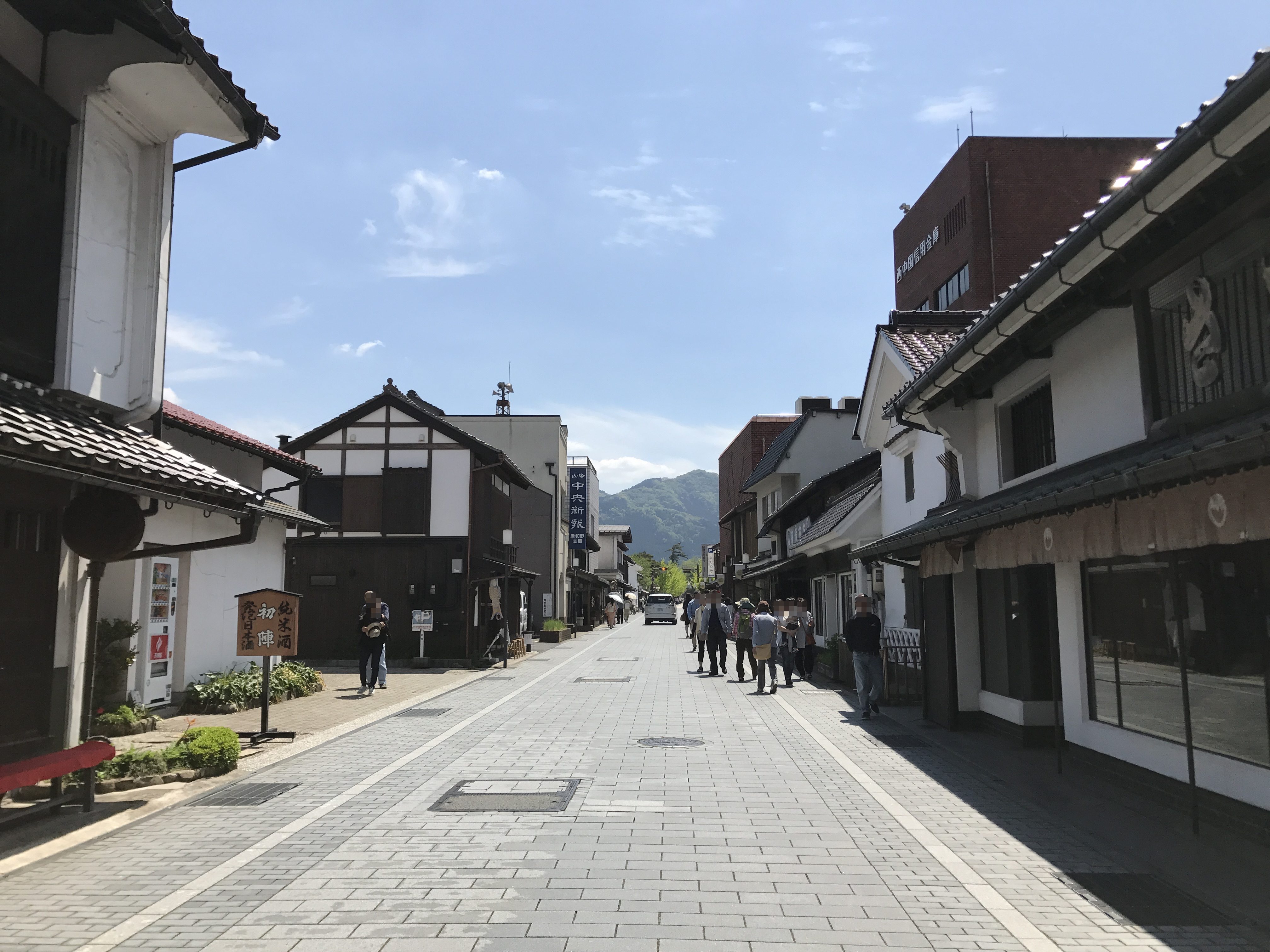
Główna ulica